# Institut supérieur d'ingénierie et de gestion de l'environnement
 (février 2020).
L’Institut supérieur d'ingénierie et de gestion de l'environnement (ISIGE – Mines ParisTech) est le centre de formation en environnement et développement durable de Mines ParisTech (École des mines de Paris).

## Présentation générale
Créé en 1992 par Mines ParisTech (l'École des mines de Paris), l'École nationale des ponts et chaussées et l'École nationale du génie rural, des eaux et des forêts, l’ISIGE est le centre de formation de Mines ParisTech consacré à l’environnement et au développement durable.
L'ISIGE accueille ses étudiants sur les campus de Fontainebleau et de Paris de Mines ParisTech. L'institut a pour principaux partenaires l'Université de Tsinghua, l'INSA de Lyon, CEGOS, et l'Université de Pennsylvanie.

## Les mastères spécialisés

### MS "Ingénierie et Gestion de l'Environnement"
Le MS "Ingénierie et Gestion de l'Environnement" forme des étudiants au management du développement durable. La formation est ouverte aux jeunes professionnels titulaires d'un diplôme d'ingénieur, de grande école de commerce, de Sciences Po ou d’un Master 2 (économistes, juristes, scientifiques...). Elle est également accessible en formation continue pour des cadres de niveau bac+4/bac+5 justifiant d'au moins 3 ans d’expérience professionnelle.
La formation se déroule sur 6 mois, en plusieurs modules dont certains en partenariat avec des professionnels.

### MS Executive RSE-Développement Durable
Le MS Executive RSE et Développement Durable (RSE DD) a pour objectif de former des managers en RSE. La formation est ouverte aux professionnels de niveau Bac+4/Bac+5 justifiant d'au moins cinq ans d'expérience professionnelle en tant que cadre.

### International Environmental Management Advanced Master (EnvIM)
Totalement dispensée en anglais, le MS "International Environmental Management" (EnvIM) et d'une durée de 14 mois, la formation se déroule dans un premier temps en Chine, à l’Université de Tsinghua à Pékin (3,5 mois), puis dans un second temps en France, à l'ISIGE et à l'INSA de Lyon.